# Trithemis aurora
Trithemis aurora là một loài chuồn chuồn ngô thuộc họ Libellulidae. Loài này được Burmeister mô tả khoa học đầu tiên năm 1839.

## Hình ảnh

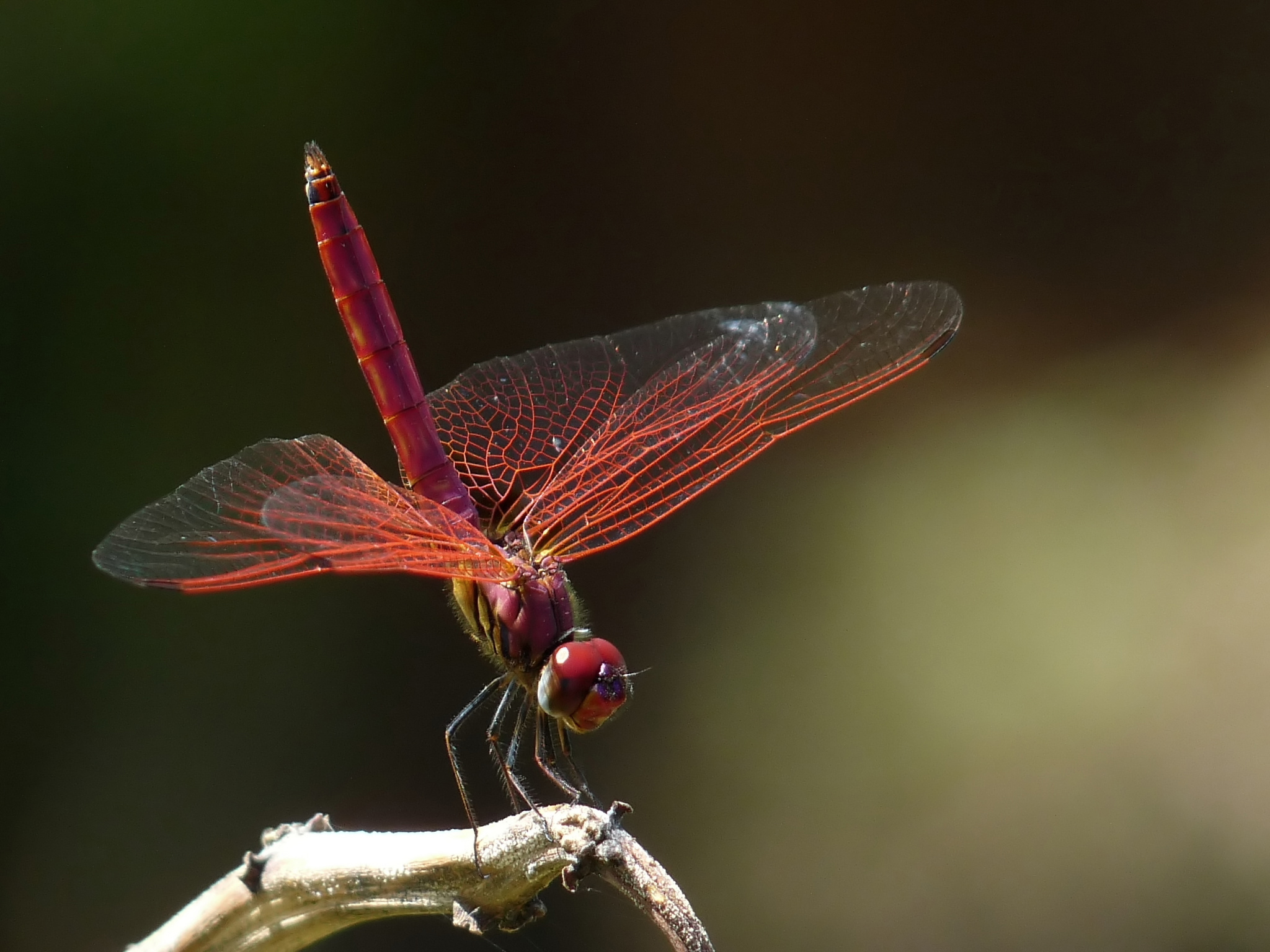
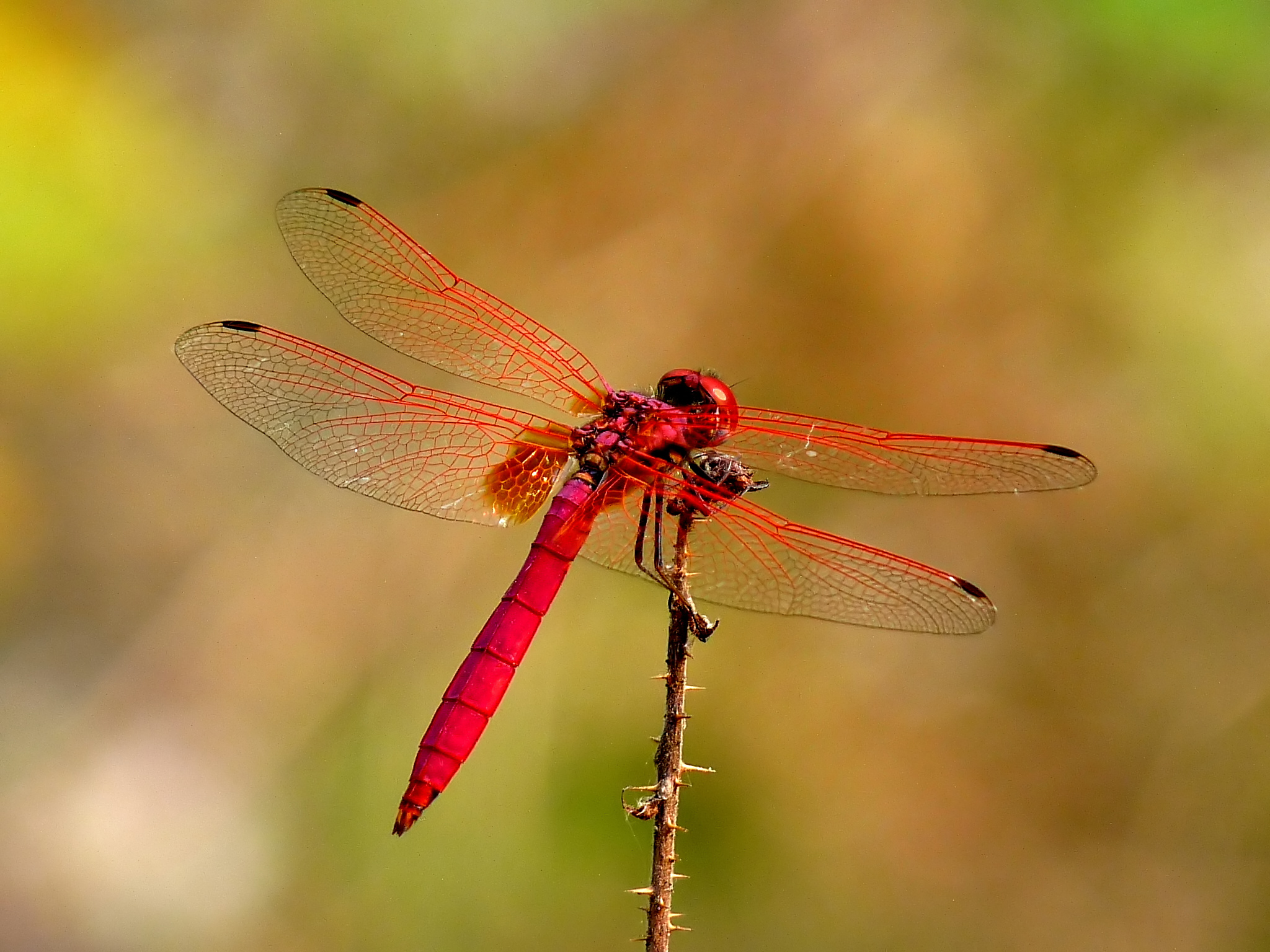
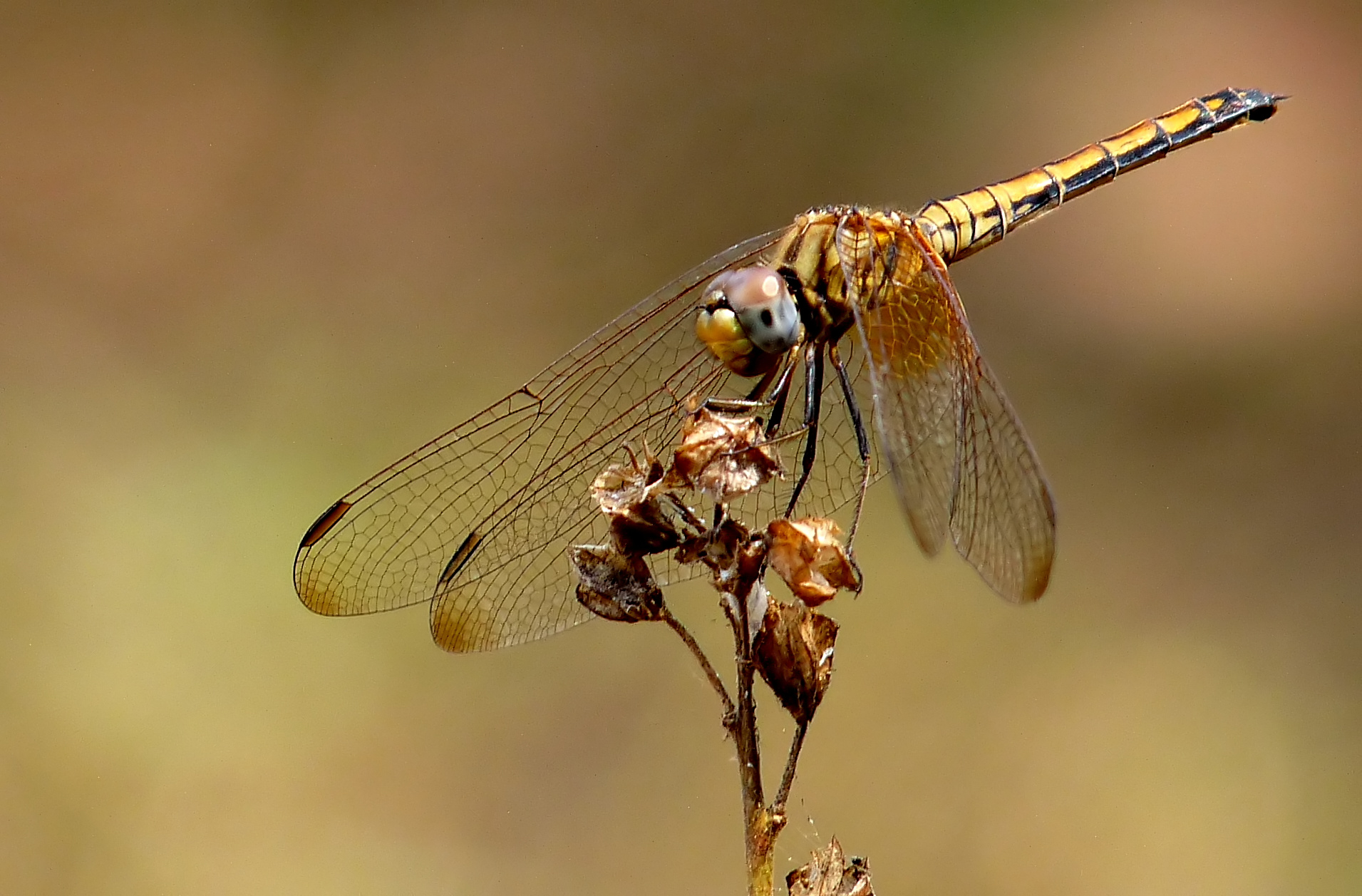
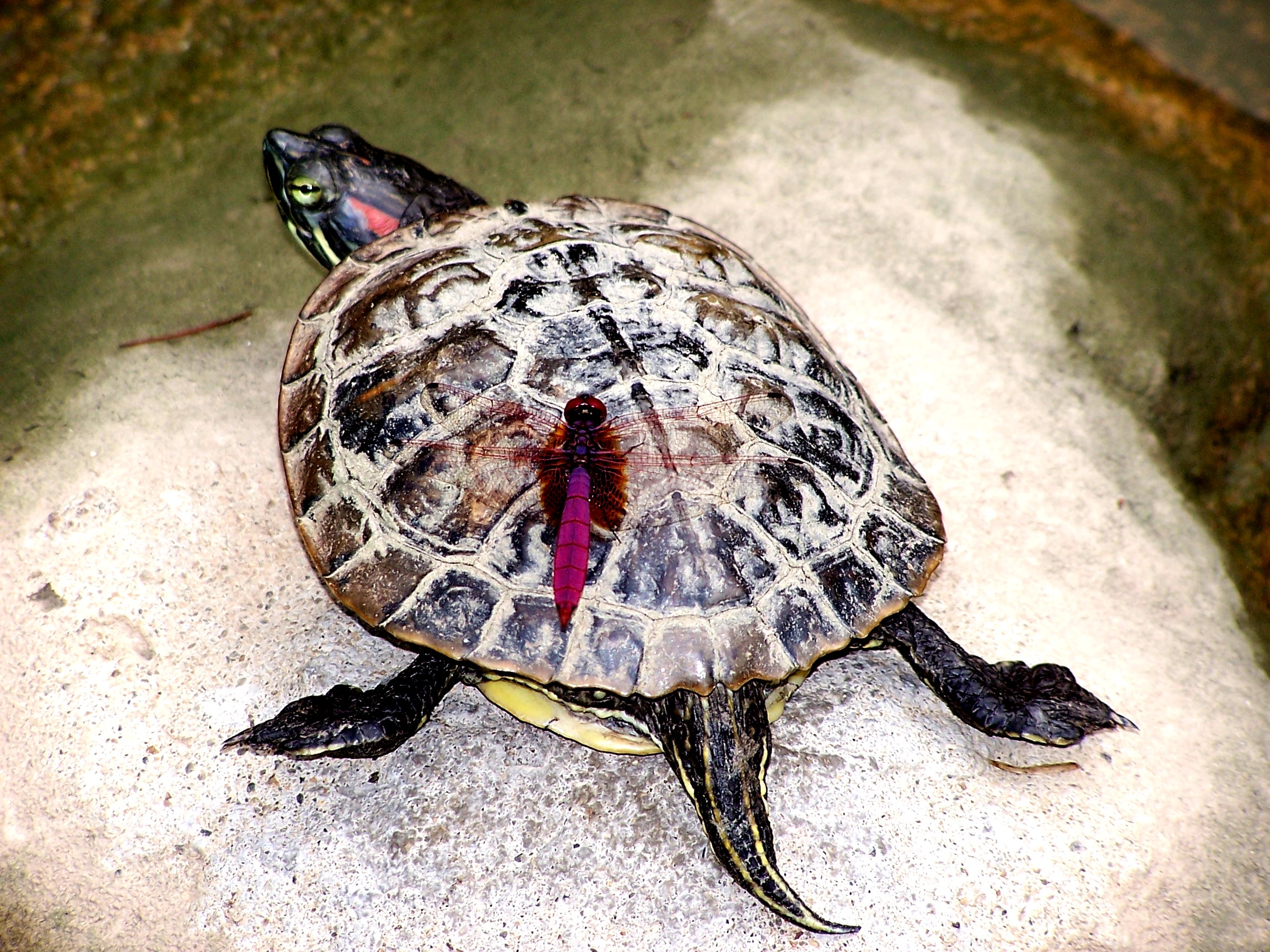